# فيليكي بيركي
فيليكي بيركي (Великі Бірки) هي بلدة من النمط المدني في محافظة تيرنوبيل في أوكرانيا.
يبلغ عدد سكانها حوالي 3238 نسمة.